# كشافة ليتوانيا
كشافة ليتوانيا هي المنظمة الكشفية الوطنية الابتدائية في ليتوانيا وهي عضوا في المنظمة العالمية للحركة الكشفية منذ عام 1997. وشاركت في العديد من الأنشطة التعليمية ولديها حوالي 1446 عضوا اعتبارا من عام 2012.

## روابط خارجية
- بوابة الأعضاء (بالليتوانية)
- المعلومات باللغة الإنجليزية
- قناة يوتيوب